# Aasbüttel
Aasbüttel är en kommun och ort i Kreis Steinburg i förbundslandet Schleswig-Holstein i Tyskland.

## Geografi

### Geografiskt läge
Aasbüttels kommunområde ligger nordväst om Schenefeld (Kreis Steinburg). Området i Hohe Geest i västra Holstein ligger på vattendelaren mellan floderna Elbe, Stör och (historiskt) Eider, numera Kielkanalen.

## Historia
Kommunen omnämndes första gången 1576 som Astebutel och är en av "Büttel"-orterna. Den historiska Ochsenweg (Oxvägen) från Itzehoe via Hadenfeld, Siezbüttel, Aasbüttel och Keller mot Schleswig-Holsteins västkust gick genom byn. Resenärer på Ochsenweg övernattade på värdshuset "Zur Erholung" i Aasbüttel.

## Politik

### Kommunal representation
Sedan kommunalvalet 2018 har väljargruppen AWG alla sju platser i kommunfullmäktige.

### Vapensköld
Blasonering: "I blått en upphöjd gyllene spets, i den en smal genombruten vågig tråd, från den växer ett grönt askblad."
Grundfärgen gul syftar på kommunens naturliga läge. Kilen syftar på åsen på en långsträckt bergskedja. Åsen är vattendelare mellan Stör och Elbe och det tidigare avrinningsområdet för Eider, som idag bildas av Kielkanalen, vilket ska symboliseras av den avbrutna vågtråden i sköldens bas. Ortnamnet Aasbüttel kommer från Asch (ask) och Büttel (bosättning) och kan översättas med bosättning nära vanlig ask. Askens blad symboliserar namnets innebörd.

## Ekonomi
Den viktigaste ekonomiska faktorn i kommunen är dess funktion som pendlarsamhälle. Den allmänna strukturomvandlingen inom jordbruket har lett till att endast ett fåtal gårdar har överlevt. En av dessa sysslar med produktion av gräsmattor, som säljs i den specialiserade handeln som rullgräs.

## Stadens söner och döttrar
- Hans-Richard Hirschfeld (1900–1988), ambassadör
- Claus Göttsche (1899–1945), chef för den judiska avdelningen vid hemliga statspolisen (Gestapo) i Hamburg.